# Jesús López de Rego
Jesús López de Rego Labarta (Santiago de Compostela, diciembre de 1876- íd. 1972) fue un arquitecto gallego, autor, entre otros edificios, del Pazo do Espiño.

## Trayectoria
Se trasladó a Madrid en el año 1883. Allí estudió la carrera de Arquitectura y trabajó durante tres años. En 1905 obtuvo una plaza como profesor de Mecánica y Construcción General en la Escuela de Artes e Industrias de Santiago, de la que en septiembre de 1909 fue nombrado Secretario. De 1912 a 1914 ocupa interinamente la plaza de arquitecto municipal, y en 1918 fue nombrado arquitecto diocesano.
Fue vicepresidente de la Asociación de Arquitectos de Galicia. A finales de los años 1920 dejó prácticamente el ejercicio profesional, para dedicarse a su labor docente y de empresario en Automóviles Santiagueses.